# Char Tigre de Vimoutiers
Le char Tigre de Vimoutiers est un char Tigre allemand de la Seconde Guerre mondiale, exposé à la sortie de Vimoutiers dans le nord-est de l'Orne (France). Ce char fut abandonné par ses servants en août 1944, lors des derniers jours de la bataille de Normandie. Laissé à l'abandon jusqu'au milieu des années 1970 dans un fossé routier, il fut récupéré par la commune de Vimoutiers pour éviter sa mise à la ferraille.
Son extérieur est alors sommairement restauré et il est depuis exposé en dehors de la ville. Il a été classé monument historique au titre objet le 2 décembre 1975. Le char subissant les outrages du temps, un projet de restauration est étudié depuis 2016 avant d'être finalement abandonné en 2025 face au coût financier pour la commune.

## Contexte historique
Le Tigre I (Panzerkampfwagen VI Tiger) est sans doute le char allemand le plus connu de la Seconde Guerre mondiale bien que seulement 1 350 exemplaires eussent été produits. Ce char lourd, à la silhouette massive et anguleuse (8,45 m de long, 3,73 m de large et 3 m de hauteur) surpasse tous les chars alliés en Normandie par la puissance de feu de son canon de 88 mm et par l'épaisseur de son blindage.
Contrairement à ce qui a été écrit, la version Ausf E tardive se montre relativement fiable, maniable pour un panzer de 57 tonnes.
Il est craint par les troupes alliées surtout après l'exploit de l'as tankiste allemand, Michael Wittmann qui aux commandes d'un Tigre a détruit 27 chars et blindés britanniques lors de la bataille de Villers-Bocage le 13 juin 1944 mais aussi par l'action des 11 tiger I de la 3.s.pz.abt.503 qui détruisent 12 sherman devant Caen, à Colombelles le 11 juillet 1944, le tout sans perte d'un seul tiger. L'action fut dirigée par le Leutnant Von Rosen de la Heer. 
Mais peu de ces chars sont disponibles sur le front normand, seulement 126 unités, n'équipant que trois bataillons d'unités d'élite, le gros de la production étant affecté sur le front de l'Est.
De plus leur entretien et les difficultés d'acheminement en carburant pour les Allemands font que rarement plus de la moitié des chars sont opérationnels à un moment donné au front.
Entre le 12 et 20 août, les Alliés lancent l'offensive pour fermer la poche de Chambois, d'où les restes de l'armée allemande essayaient de s'extraire, fermeture qui aurait dû marquer la fin de la bataille de Normandie.
Vimoutiers se situait non loin du point de jonction entre les forces anglo-canadiennes et polonaises au nord et les forces américaines et françaises (2e DB) au sud.
Plusieurs tiger de la s.pz.Abt. 503 et s.SS.pz.Abt 102 prirent la direction de cette ville pour sortir de la poche de Falaise ( Kessel von Falaise ) en espérant pouvoir se ravitailler à un des dépôts de carburant de la Wehrmacht, situé non loin de là, au château de l'Horloge, à Ticheville. Mais nombre d'entre eux tombèrent en panne ou se trouvèrent à court de carburant.
Une soixantaine de blindés allemands furent ainsi abandonnés dans les environs de Vimoutiers. Sur les 126 chars Tigre engagés en Normandie, beaucoup furent perdus dans la poche de Falaise, mais plus d'une dizaine réussirent à s'échapper et à franchir la Seine.

## Histoire du char de Vimoutiers

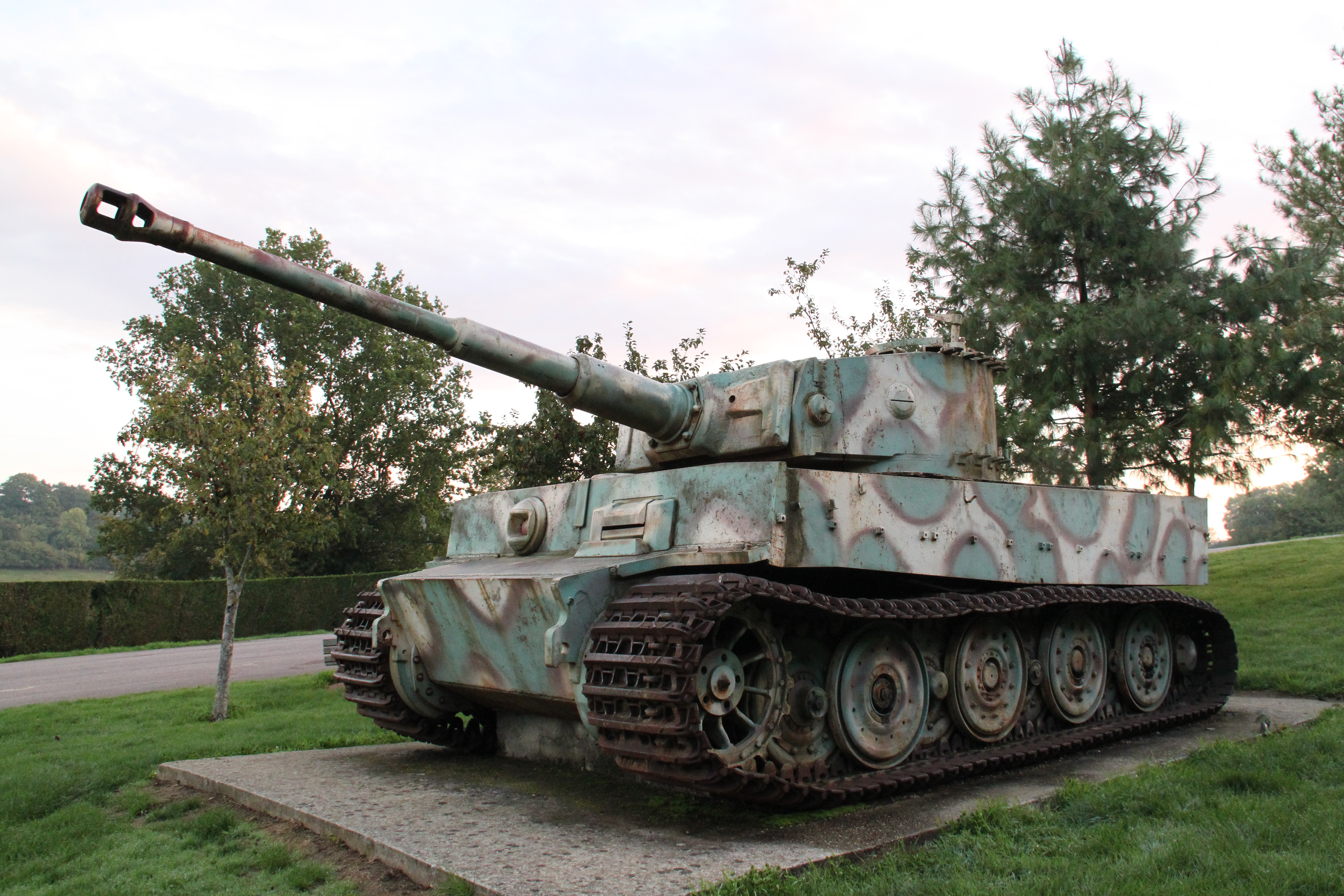
Char Tigre de Vimoutiers, un char Tigre allemand exposé route de Vimoutiers, Orne, France. C'est l'un des deux seuls exemplaires subsistant en France.

Le dimanche 19 août 1944, plusieurs chars s'engagèrent dans la côte de Gacé, au sud-est du bourg de Vimoutiers, une route présentant une forte pente. Certains tombèrent en panne ou se trouvèrent à court de carburant appartenant soient à la schwere SS-Panzer-Abteilung 102 (2.s.SS.pz.abt.102) et  la schwere Panzer-Abteilung 503 de la Heer. Contrairement à ce qui a parfois été affirmé, il se s'agit pas d'un char de la 12e division SS Hitlerjugend car cette unité ne disposait pas de char Tiger I. Longtemps décrit comme étant le 231 du SS Loritz de la 2.s.SS.pz.Abt.102, cette piste n'est pas réaliste car le Tiger 231 a été détruit à Ussy dans le Calvados à 45 km de là, une semaine plus tôt, le 11 aout 1944.
Pendant des années il fut aussi écrit qu'il était le 224 de la 2.SS.pz.Abt 102 car les auteurs et historiens français faisaient le faux rapprochement entre le numéro de tourelle du Tiger de Vimoutiers le 251113 avec le numéro de chassis du Tiger I 114 de Saumur de la SS102 (251114) qui lui est bel et bien de la 2.s.SS.pz.abt.102.
Le 22 mars 2024, le numéro de série du chassis du Tiger de Vimoutiers fut retrouvé par M. Stein, appelé comme expert sur le projet de restauration du char. Il découvrit le numéro de série qui est le 251184, produit en juin et livré comme étant le 234 de la 2.s.pz.abt 503. Gunther Polzin, le chargeur du char, avait toujours indiqué que c'était son Tiger et ça dès 1996.
Car à la sortie de Vimoutiers, sur la route de Gacé, c'est en tout quatre Tiger I qui tombent en panne, 3 de la s.pz.Abt.503 et 1 seul de la 2.s.SS.pz.Abt.102, le 224. Ce dernier tombe en panne de carburant 550 m à la sortie de Vimoutiers. Son équipage le saborde alors par deux charges Z85, le 20 aout 1944. Le char allait ensuite rester ainsi pendant 30 ans dans le fossé, pointant son canon vers la nationale 179. Il devint une attraction locale.
Il fut sauvé de la ferraille en 1975 par un ancien de la 2e DB, Michel Dufresne,.
En effet ce dernier, habitant une commune proche, passait régulièrement sur la nationale sur le bord de laquelle avait été abandonné le char, lorsqu'au début des années 1970, il vit des ferrailleurs, nouveaux propriétaires du tank, en train de le découper au chalumeau. Il fit intervenir Eddy Florentin, historien local spécialiste des combats qui s'étaient déroulés dans la région, lequel fit jouer ses relations ministérielles.
Le démantèlement cessa et la commune de Vimoutiers racheta le char. Un an plus tard, en 1975, il fut extrait, avec difficulté, du fossé, sommairement restauré et exposé sur une aire de repos construite à cet effet, tout près de l'endroit où il avait été abandonné sur le bord de la nationale au lieu-dit « la butte du Sap », au sud-est de la ville, sur la route de Gacé (RD 979).
Le char Tigre a été classé monument historique au titre objet le 2 décembre 1975 (il n'y a en 2016 en France que trois chars classés monument historique).
Il ne reste que sept exemplaires de Panzerkampfwagen VI Tiger, dans le monde dont deux en France, le second se trouvant au musée des blindés de Saumur, (pour les autres exemplaires situés, l'un en Grande-Bretagne — le seul actuellement en état de marche —, un autre aux États-Unis, un au musée de Munster en Allemagne, et les deux derniers en Russie). Le char de Vimoutiers est l'un des deux de type Tigre E tardif avec celui de Saumur (il a été construit en mai 1944).(Il reste un char Tigre en état de marche dans la commune belge de La Gleize, char abandonné par le groupe Peiper, lors de l'offensive des Ardennes en décembre 1944...)

### Restauration envisagée puis abandonnée
En 2013, le char Tigre n'est plus en très bon état, présentant plusieurs fissures importantes, le temps ayant fait son œuvre. La mairie de Vimoutiers recherche des financements pour le restaurer. Mais au vu du coût, l'opportunité de cette restauration fait débat au conseil municipal. Le dossier est alors  étudié par la Direction régionale des Affaires culturelles (DRAC). En 2016, une association s'est créé pour sa restauration mais le projet divise toujours dans la commune. Fin septembre 2019, Régis Martin, architecte des bâtiments de France et inspecteur général des Monuments historiques, maître d'œuvre désigné par la commune pour le projet de restauration du char a, avec son équipe, scanné l'extérieur et l'intérieur du char pour le modéliser en 3D sur ordinateur. Un chiffrage de sa restauration devait être ensuite établi et le dossier soumis à la DRAC courant 2020. L'association, avec l'aide de la ville et de mécènes, espère pouvoir, une fois le char restauré, ouvrir dans le centre de Vimoutiers, rue Lecoeur, un musée du char Tigre où celui-ci serait transféré. Fin 2020, la DRAC a accordé l'autorisation de travaux, dans un cadre très précis ainsi que le déplacement du char, sa protection in situ étant jugée trop compliqué et couteuse. La DRAC n'autorise que la restauration de l'enveloppe, de la structure et du roulement de la tourelle, l'intérieur du char devant être laissé en l'état de son sabordage d'août 1944 mais elle autorise que « tout élément qui aide à la compréhension, même à l’intérieur du char, puisse faire l’objet d’une restauration ». Le coût de cette restauration est estimée à un million d'euros.
Début 2023, le char a été ceinturé d'une enceinte grillagée, mais cependant sa restauration est toujours au point mort.
En juillet 2025, le maire de Vimoutiers annonce l'abandon du projet de restauration du char, avançant des raisons financières. Il justifie cette décision en indiquant qu'il avait conditionné la réalisation du projet à « l'obtention d'un maximum de financements » mais qu « aujourd'hui, les financements espérés n'ont pas été obtenus, ni par l'association Cativen, ni auprès de l'État » et que les revenus communaux « assez faibles » doivent financer des infrastructures « plus importantes pour les habitants ».

## Galerie de photos

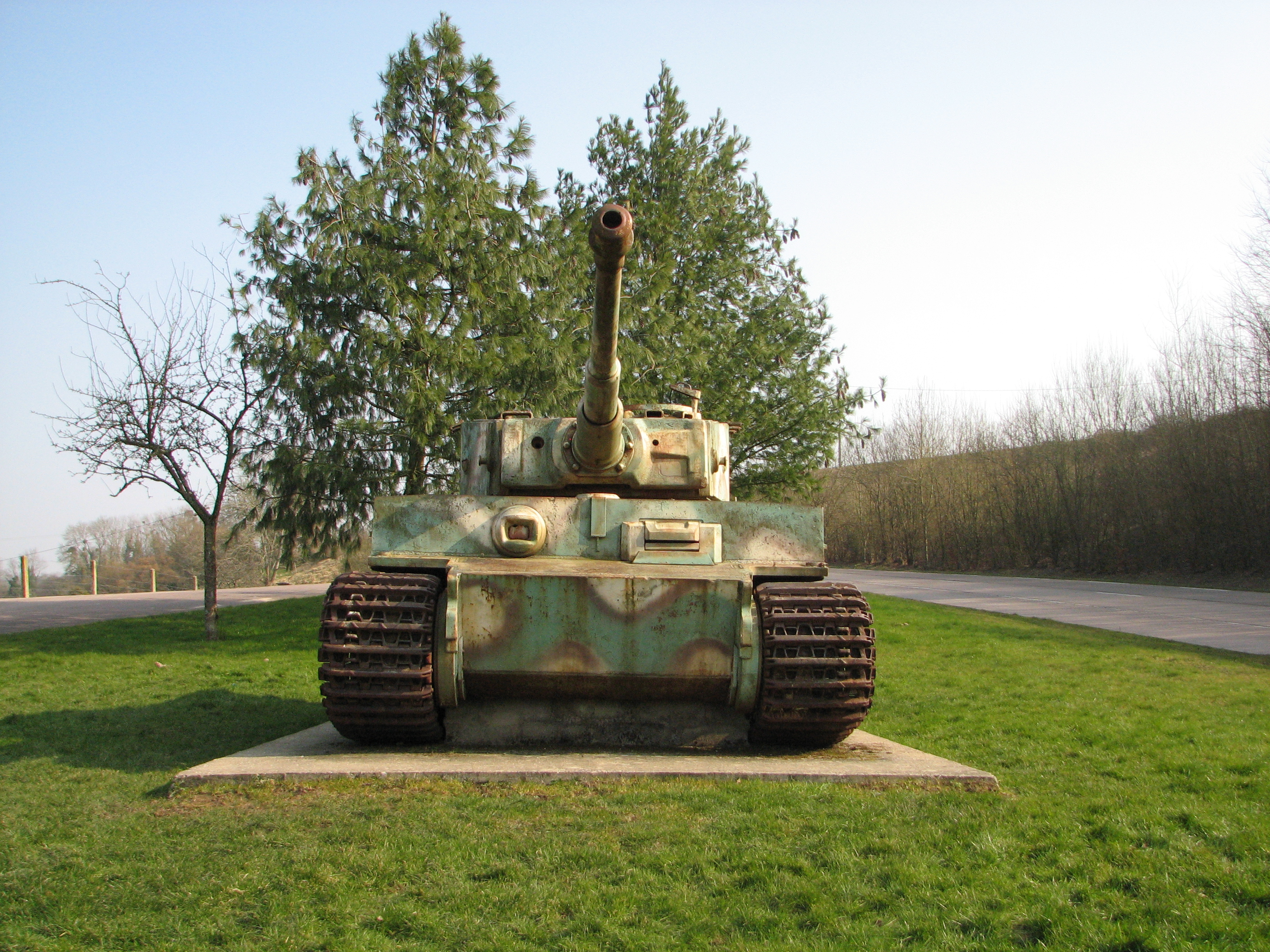
Le char Tigre vu de face. La barre de béton entre les chenilles empêche l'accès au char qui n'a plus de plancher.
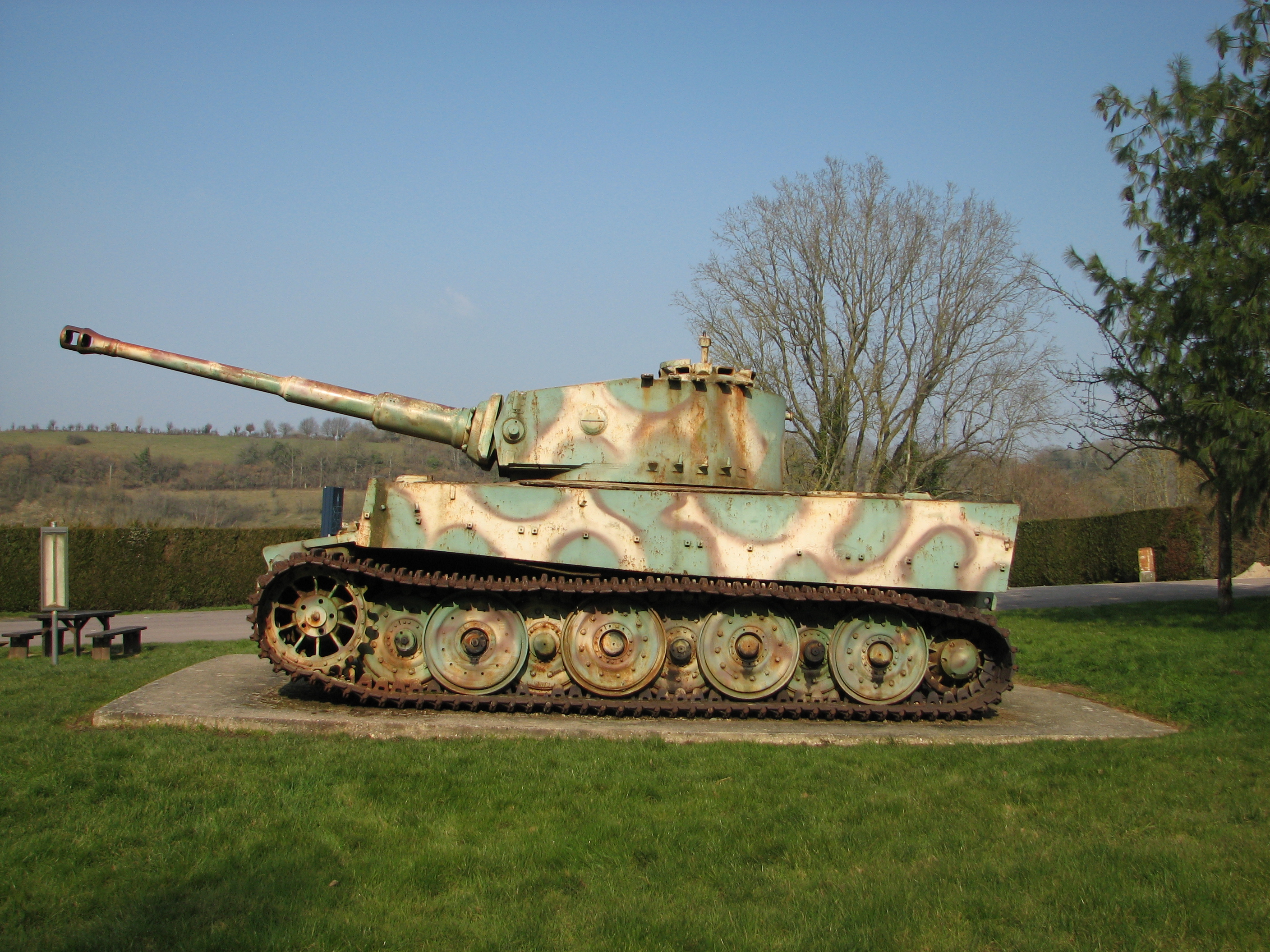
La peinture de camouflage ne correspond pas du tout à l'original mais a été faite par l'un des restaurateurs locaux du char[5]. Le rainurage visible sur les photos du char dans les années 1970[3] peut laisser penser qu'il était peut-être couvert de zimmerit, une pâte anti-mines magnétiques.
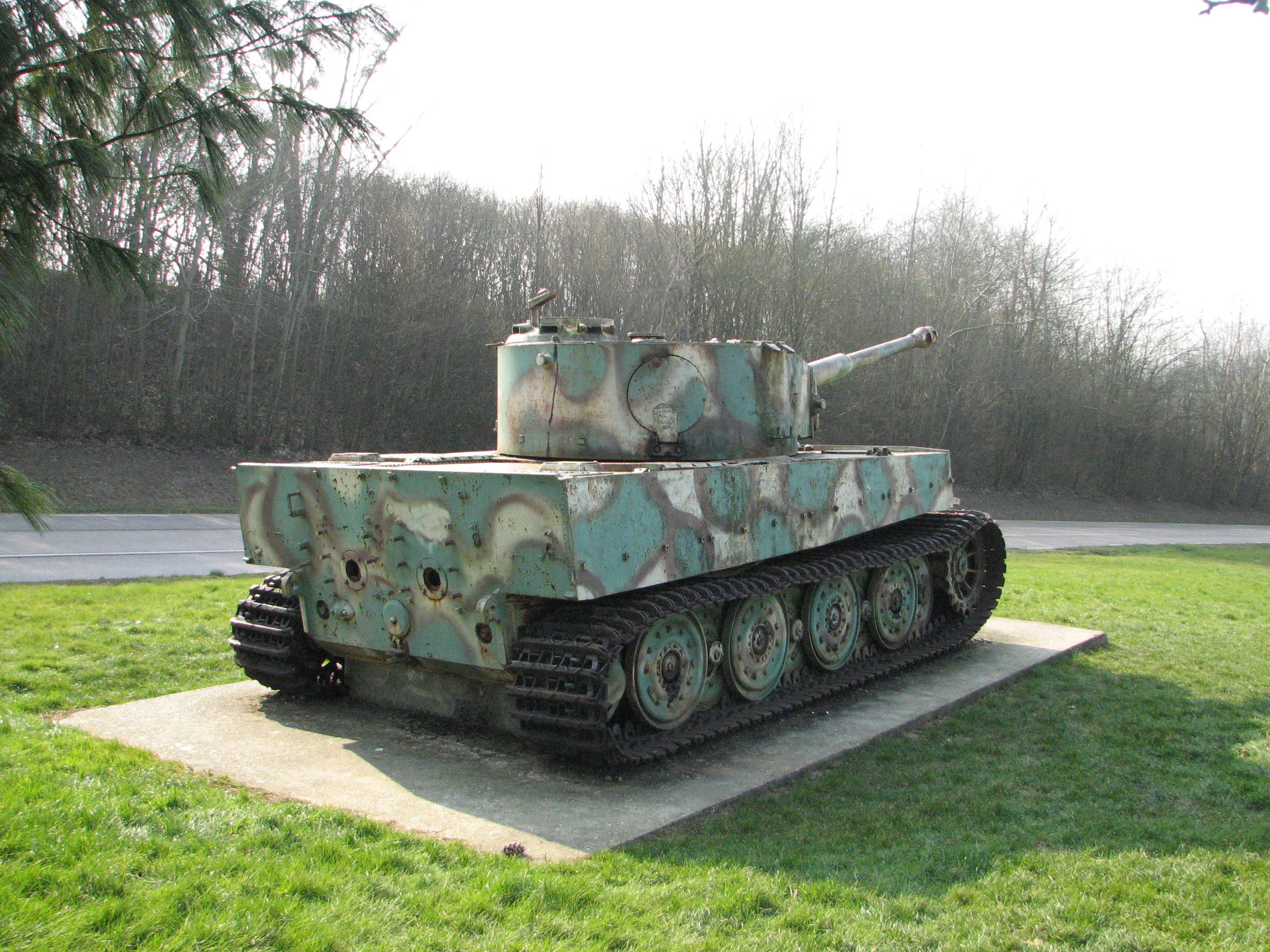
Vue de 3/4 arrière. Les chenilles sont les chenilles de combat (le char Tigre exposé à Saumur a lui des chenilles de route, plus étroites, qui étaient montées pour les transferts car respectant le gabarit ferroviaire).
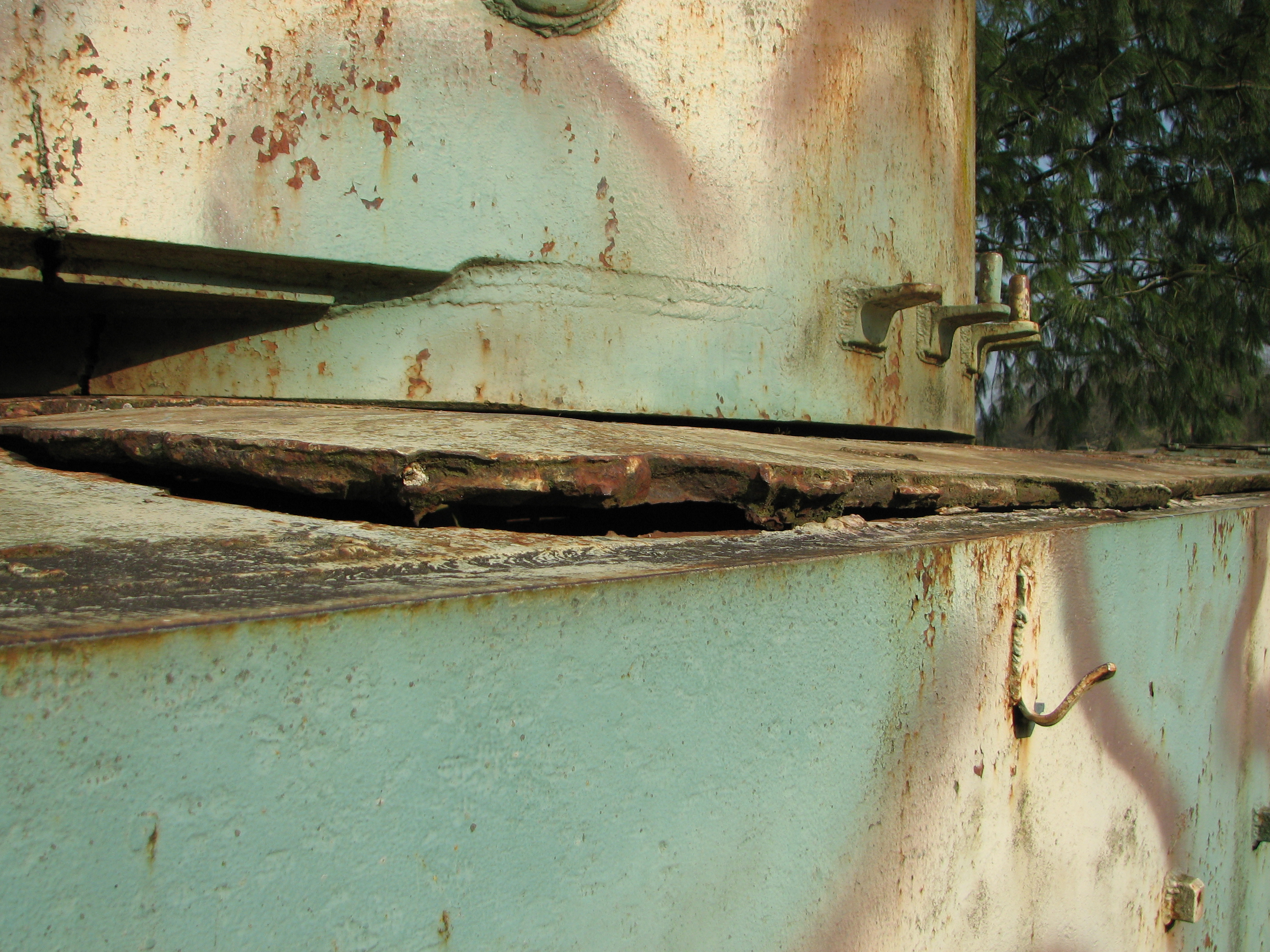
Une des plaques de blindage fissurée du char Tigre en février 2013.